# Noyers, Eure
Noyers är en kommun i departementet Eure i regionen Normandie i norra Frankrike. Kommunen ligger i kantonen Gisors som tillhör arrondissementet Les Andelys. År 2022 hade Noyers 251 invånare.

## Befolkningsutveckling
Antalet invånare i kommunen Noyers
Referens:INSEE